# Mount Howard Douglas
Mount Howard Douglas är ett berg i Kanada.   Det ligger i provinsen Alberta, i den centrala delen av landet, 3 000 km väster om huvudstaden Ottawa. Toppen på Mount Howard Douglas är 2 847 meter över havet, eller 609 meter över den omgivande terrängen. Bredden vid basen är 8,3 km.
Terrängen runt Mount Howard Douglas är bergig österut, men västerut är den kuperad.Trakten runt Mount Howard Douglas är nära nog obefolkad, med mindre än två invånare per kvadratkilometer.. Närmaste större samhälle är Banff, 15,1 km nordost om Mount Howard Douglas.
I omgivningarna runt Mount Howard Douglas växer i huvudsak barrskog.